# Jim Carter
James Edward Carter (Yorkshire, Inglaterra, 19 de agosto de 1948), conocido como Jim Carter, es un actor británico de cine, teatro y televisión.

## Biografía
En una carrera de cine y de televisión que abarca cuatro décadas, comenzando con Flash Gordon en 1980 y abarcando títulos tales como: Top Secret! (1984), Erik, el vikingo (1989), Haunted Honeymoon (1990), etc. Ha participado en más de 50 películas pero también en exitosas series como El detective cantante (1986), junto a Michael Gambon, y en Cranford (2007) con Judi Dench. Interpretó el aclamado papel de Mr. Carson, el mayordomo en Downton Abbey (2010-2015), así como en la adaptaciones posteriores al cine (2019, 2022). 
También ha participado en películas de éxito como Black Beauty (1994) y Shakespeare in Love (1998), con la que ganó el Premio del Sindicato de Actores al mejor reparto. Entre sus últimas películas destacan El príncipe de los ladrones (2005), La brújula dorada (2007), Los crímenes de Oxford (2008), Alicia en el país de las maravillas (2010), My Week with Marilyn (2011)  y The Good Liar (2019).
Trabajó en la compañía del Nacional Theatre durante tres años.
Carter está casado con la actriz Imelda Staunton y tienen una hija, Bessie.

## Filmografía
| Año  | Película                                 | Rol                                       | Notas |
| ---- | ---------------------------------------- | ----------------------------------------- | --- |
| 1980 | Fox                                      | Cliff Ryan                                | Serie de televisión (2 episodios) |
| 1980 | Flash Gordon                             | Hombre de Azuria                          | |
| 1984 | December Flower                          | Dentista                                  | Telefilm |
| 1984 | Top Secret!                              | Déjà Vu, miembro de la resistencia        | |
| 1984 | The Company of Wolves                    | Esposo #2                                 | No acreditado |
| 1984 | Hiawatha                                 | Narrador                                  | Telefilm |
| 1984 | A Private Function                       | Inspector Noble                           | |
| 1985 | The Bill                                 | Stan                                      | Serie de televisión(1 episodio: "Death of a Cracksman")                                                                                      |
| 1985 | Widows 2                                 | Detective inspector Frinton               | Miniserie (2 episodios) |
| 1985 | Rustlers' Rhapsody                       | Blackie                                   | |
| 1986 | The American Way                         | Castro                                    | |
| 1986 | Haunted Honeymoon                        | Montego                                   | |
| 1986 | The Monocled Mutineer                    | Spencer                                   | Serie de televisión (1 episodio: "A Dead Man on Leave")                                                                                      |
| 1986 | Lost Empires                             | Inspector Crabbe                          | Miniserie (2 episodios) |
| 1986 | The Singing Detective                    | Mr. Marlow                                | Serie de televisión (5 episodios) |
| 1987 | Harry's Kingdom                          | Bill                                      | Telefilm |
| 1987 | A Month in the Country                   | Ellerbeck                                 | |
| 1988 | The First Kangaroos                      | Arthur Hughes                             | |
| 1988 | Star Trap                                | Dr. Wax                                   | Telefilm |
| 1988 | Soursweet                                | Mr. Constantinides                        | |
| 1988 | A Very British Coup                      | El Gabinete - Newsome                     | Miniserie (2 episodios) |
| 1988 | The Raggedy Rawney                       | El soldado                                | |
| 1988 | Christabel                               | Bausch                                    | Telefilm |
| 1988 | Hallmark Hall of Fame                    | Pierre                                    | Serie de televisión (1 episodio: "The Tenth Man")                                                                                            |
| 1988 | Thompson                                 |                                           | Serie de televisión (1 episodio: "Episode No.1.6")                                                                                           |
| 1989 | Precious Bane                            | Sarn                                      | Telefilm |
| 1989 | The Rainbow                              | Mr. Harby                                 | |
| 1989 | Erik the Viking                          | Jennifer el Vikingo                       | |
| 1989 | Duck                                     |                                           | Cortometraje |
| 1989 | Screen Two                               | Padre                                     | Serie de televisión (2 episodios: 1989-1994)                                                                                                 |
| 1990 | A Sense of Guilt                         | Richard Murray                            | Telefilm |
| 1990 | Zorro                                    | Coronel Mefisto Palomárez                 | Serie de televisión (2 episodios) |
| 1990 | The Witches                              | Head Chef                                 | |
| 1990 | The Gravy Train                          | Personip                                  | Serie de televisión (1 episodio: "Episode No.1.3")                                                                                           |
| 1990 | Crimestrike                              | El detective                              | |
| 1990 | The Fool                                 | Mr. Blackthorn                            | |
| 1991 | Incident in Judaea                       | Afranius                                  | Telefilm |
| 1991 | Screen One                               | Ray Galton                                | Serie de televisión (1 episodio: "Hancock")                                                                                                  |
| 1991 | Casualty                                 | Matthew Charlton                          | Serie de televisión (1 episodio: "Dangerous Games")                                                                                          |
| 1991 | Murder Most Horrid                       | Varios                                    | Serie de televisión (3 episodios: 1991-1999)                                                                                                 |
| 1992 | Blame It on the Bellboy                  | Rossi                                     | |
| 1992 | Great Performances                       | Meinertzhagen                             | Serie de televisión (1 episodio: "A Dangerous Man: Lawrence After Arabia")                                                                   |
| 1992 | Between the Lines                        | D.I. Dick Corbett                         | Serie de televisión (1 episodio: "Lies and Damned Lies")                                                                                     |
| 1992 | Soldier Soldier                          | Snr. Supt. Derek Tierney, RHKP            | Serie de televisión (1 episodio: "Lifelines")                                                                                                |
| 1992 | Stalin                                   | Sergo                                     | Telefilm |
| 1993 | Lipstick on Your Collar                  | Inspector                                 | Miniserie (1 episodio: "Episode No.1.5") |
| 1993 | A Year in Provence                       | Ted Hopkins                               | Miniserie (1 episodio: "Room Service") |
| 1993 | The Comic Strip Presents...              | Comandante                                | Serie de televisión (1 episodio: "Detectives on the Edge of a Nervous Breakdown")                                                            |
| 1993 | Medica                                   | Hugh Buckley                              | Serie de televisión (1 episodio: "Episode No.3.6")                                                                                           |
| 1993 | Resnick: Rough Treatment                 | Grabianski                                | Telefilm |
| 1993 | The Hour of the Pig                      | Mathieu                                   | |
| 1993 | Minder                                   | Tompkins                                  | Serie de televisión (2 episodios: 1993-1994)                                                                                                 |
| 1994 | Pie in the Sky                           | Alec Bailey                               | Serie de televisión (1 episodio: "Passion Fruit Fool")                                                                                       |
| 1994 | Black Beauty                             | John Manly                                | |
| 1994 | Cracker                                  | Kenneth Trant                             | Serie de televisión (3 episodios) |
| 1994 | Shakespeare: The Animated Tales          | Marco Antonio (voz)                       | Serie de televisión (1 episodio: "Julius Caesar")                                                                                            |
| 1994 | Open Fire                                | Dept. Chief Supt. Young                   | Telefilm |
| 1994 | Midnight Movie                           | Henry Harris                              | Telefilm |
| 1994 | The Madness of King George               | Fox                                       | |
| 1995 | It Could Be You                          | Wally "Lottery" Whaley                    | Telefilm |
| 1995 | The Late Show                            | Albert Knox                               | Serie documental (1 episodio: "Sophie's World")                                                                                              |
| 1995 | Dangerfield                              | Stephen Millwood                          | Serie de televisión (1 episodio: "A Patient's Secret")                                                                                       |
| 1995 | Mrs. Hartley and the Growth Centre       | Inspector                                 | Telefilm |
| 1995 | Richard III                              | Lord William Hastings                     | |
| 1995 | The Grotesque                            | George Lecky                              | |
| 1995 | Coogan's Run                             | Fraser                                    | Serie de televisión (1 episodio: "Natural Born Quizzers")                                                                                    |
| 1995 | Balto                                    | Voz                                       | No acreditado |
| 1996 | Brassed Off                              | Harry                                     | |
| 1997 | Harpur and Iles                          | Tenderness Mellick                        | Telefilm |
| 1997 | The Missing Postman                      | DS Lawrence Pitman                        | Telefilm |
| 1997 | The Chest                                | Roland Blood                              | Telefilm |
| 1997 | Alas Smith and Jones                     |                                           | Serie de televisión (1 episodio: "Episode No.9.5")                                                                                           |
| 1997 | Ain't Misbehavin'                        | Maxie Morrell                             | Serie de televisión (3 episodios) |
| 1997 | Keep the Aspidistra Flying               | Erskine                                   | |
| 1997 | Bright Hair                              | Norman Devenish                           | Telefilm |
| 1998 | Bill's New Frock                         | Mr. Platworthy                            | Cortometraje |
| 1998 | Vigo: A Passion for Life                 | Bonaventure                               | No acreditado |
| 1998 | Legionnaire                              | Lucien Galgani                            | |
| 1998 | Shakespeare in Love                      | Ralph Bashford                            | Premio del Sindicato de Actores al mejor reparto                                                                                             |
| 1999 | Trial By Fire                            | Geoffrey Bailey                           | Telefilm |
| 1999 | Tube Tales                               | Revisor del metro                         | Telefilm |
| 2000 | Arabian Nights                           | Ja'Far                                    | Telefilm |
| 2000 | El pequeño vampiro                       | Rookery                                   | |
| 2000 | The Scarlet Pimpernel                    | General La Forge                          | Serie de televisión (1 episodio: "Friends and Enemies")                                                                                      |
| 2000 | 102 Dalmatians                           | Detective Armstrong                       | |
| 2001 | Jack and the Beanstalk: The Real Story   | Odin, Member of Great Council of Mac Slec | Telefilm |
| 2001 | The Way We Live Now                      | Mr. Brehgert                              | Miniserie (3 episodios) |
| 2002 | Inside the Murdoch Dynasty               | Narrador                                  | Telefilm |
| 2002 | Dinotopia                                | Mayor Waldo                               | Miniserie (3 episodios) |
| 2002 | Heartlands                               | Geoff                                     | |
| 2002 | Dalziel and Pascoe                       | Ted Lowry                                 | Serie de televisión (1 episodio: "The Unwanted")                                                                                             |
| 2003 | Hornblower: Duty                         | Etheridge                                 | TV film |
| 2003 | Helen of Troy                            | Pirithous                                 | Telefilm |
| 2003 | Bright Young Things                      | Jefe de aduanas                           | |
| 2003 | 16 Years of Alcohol                      | Director                                  | |
| 2003 | Strange                                  | Inspector Stuart                          | Serie de televisión (1 episodio: "Asmoth")                                                                                                   |
| 2003 | Trevor's World of Sport                  | Sir Frank Luckton                         | Serie de televisión (1 episodio: "A Man's Game")                                                                                             |
| 2003 | Trial & Retribution                      | Dr. Jenkins                               | Serie de televisión (1 episodio: "Suspicion: Part 1")                                                                                        |
| 2003 | Pompeii: The Last Day                    | Polybius                                  | Telefilm |
| 2003 | Cromwell: Warts and All                  | Oliver Cromwell                           | Telefilm |
| 2003 | Midsomer Murders                         | Nathan Green                              | Serie de televisión (1 episodio: "The Fisher King")                                                                                          |
| 2004 | Ella Enchanted                           | Nish                                      | |
| 2004 | London                                   | Henry Fielding                            | Telefilm |
| 2004 | Casablanca Driver                        | Joe Mateo, el agente                      | |
| 2004 | Modigliani                               | Achilles Hébuterne                        | |
| 2004 | Out of Season                            | Michael Philipps                          | |
| 2004 | Von Trapped                              | Larry Lavelle                             | Telefilm |
| 2004 | Blue Murder                              | Frank Evans                               | Serie de televisión (1 episodio: "Up in Smoke")                                                                                              |
| 2005 | House of 9                               | The Watcher                               | Voz |
| 2006 | The Thief Lord                           | Victor                                    | |
| 2006 | Aberfan: The Untold Story                | Lord Robens                               | Documental televisivo |
| 2006 | The Secret Life of Mrs. Beeton           | Henry Dorling                             | Telefilm |
| 2006 | The Wind in the Willows                  | Engine Driver                             | Telefilm |
| 2007 | Recovery                                 | Mr. Lockwood                              | Telefilm |
| 2007 | Cassandra's Dream                        | Jefe del garage                           | |
| 2007 | Silent Witness                           | Malcolm Young                             | Serie de televisión (2 episodios) |
| 2007 | La brújula dorada                        | John Faa                                  | |
| 2007 | Cranford                                 | Capitán Brown                             | Miniserie (7 episodios: 2007-2009) |
| 2008 | Los crímenes de Oxford                   | Inspector Petersen                        | |
| 2008 | Caught in a Trap                         | Brian Perkins                             | Telefilm |
| 2009 | Red Riding: In the Year of Our Lord 1980 | Harold Angus                              | |
| 2009 | Red Riding: In the Year of Our Lord 1983 | Harold Angus                              | |
| 2009 | Creation                                 | Joseph Parslow                            | |
| 2009 | Wish 143                                 | Sacerdote                                 | Cortometraje |
| 2010 | Punk Strut: The Movie                    | Skippy                                    | |
| 2010 | Burlesque Fairytales                     | The Compere                               | |
| 2010 | Alicia en el país de las maravillas      | El verdugo                                | Voz |
| 2010 | Downton Abbey                            | Mr. Carson                                | Serie de televisión (52 episodios: 2010-2015) Nominado - Primetime Emmy al mejor actor de reparto - Serie dramática (2012, 2013, 2014, 2015) |
| 2017 | Knightfall                               | Papa Bonifacio VIII                       | Serie de televisión (2 temporadas: 2017-2019)                                                                                                |
| 2019 | The Good Liar                            | Vincent                                   | |
| 2019 | Downton Abbey                            | Charles Carson                            | |
| 2023 | Wonka                                    | Abacus Crunch                             | |

## Premios y nominaciones
Premios Primetime Emmy
| Año                 | Categoría                                | Película      | Resultado |
| ------------------- | ---------------------------------------- | ------------- | --------- |
| 2012 2013 2014 2015 | Mejor actor de reparto - Serie dramática | Downton Abbey | Nominado  |

Premios del Sindicato de Actores
| Año  | Categoría                           | Película            | Resultado |
| ---- | ----------------------------------- | ------------------- | --------- |
| 1998 | Mejor reparto                       | Shakespeare in Love | Ganador   |
| 2012 | Mejor reparto de televisión - Drama | Downton Abbey       | Ganador   |
| 2013 | Mejor reparto de televisión - Drama | Downton Abbey       | Nominado  |
| 2014 | Mejor reparto de televisión - Drama | Downton Abbey       | Ganador   |
| 2015 | Mejor reparto de televisión - Drama | Downton Abbey       | Ganador   |
| 2016 | Mejor reparto de televisión - Drama | Downton Abbey       | Nominado  |